# ブダペスト証券取引所

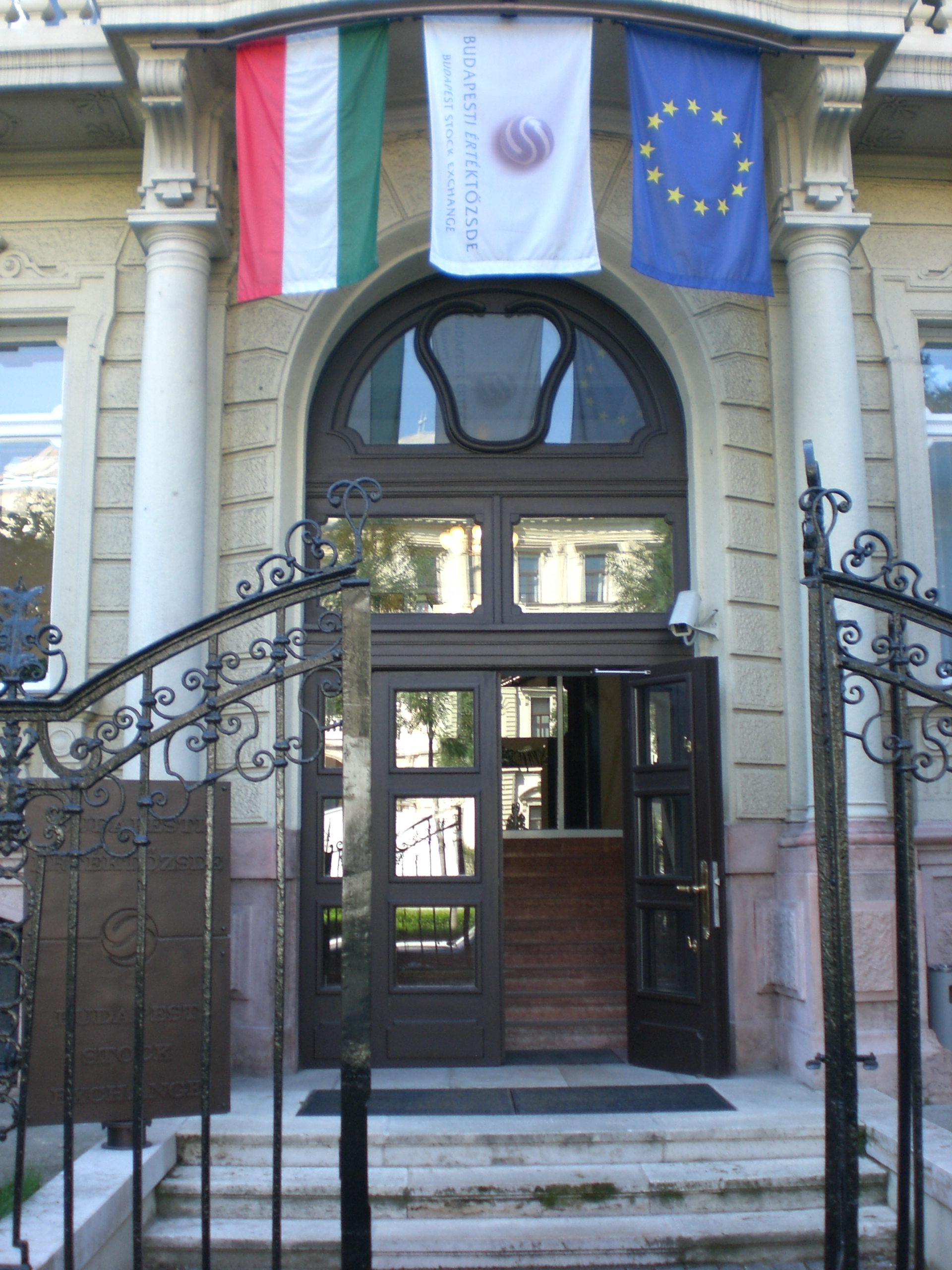
ブダペスト証券取引所（移転前）

ブダペスト証券取引所（ハンガリー語：Budapesti Értéktőzsde（BÉT）、英語：Budapest Stock Exchange（BSE））は、ハンガリーの首都ブダペストにある証券取引所。

## 概要
1864年創立。企業の国有化により1948年に一度解散した。東欧革命により、1990年から再開された。2010年からウィーン証券取引所のCEE証券取引所グループ (CEESEG) に所属している。

## 株価指数
BUXが主要株価指数であり、BUMIXは中型株の株価指数である。

### BUX
2012年5月4日現在で11名柄（ISINコード）。ブルームバーグ（日本語版サイト）では「ブダペスト証券取引所指数」としている。
- Appeninn（HU0000102132）
- CIG Pannonia（HU0000097738）
- Egis（HU0000053947）
- E-Star（HU0000089198）
- EST MEDIA（HU0000113261）
- FHB（HU0000078175）
- MOL（HU0000068952）
- Magyar Telekom（HU0000073507）
- OTP銀行（HU0000061726）
- PannErgy（HU0000089867）
- Richter Gedeon（HU0000067624）

## 参照
1. ↑  ﾌﾞﾀﾞﾍﾟｽﾄ証取指数 BUX 指数（インデックス）詳細 - Bloomberg 2012年5月7日閲覧